# 刘运生
刘运生（1906年—1973年），湖南茶陵县人，中华人民共和国政治人物。
抗日战争期间，担任八路军120师军医处、卫生部部长、政委，后改晋西北军区政治部总务处处长、晋绥行政公署粮食局局长。中华人民共和国成立后，担任四川省粮食厅厅长。